# Livets Söndag
Livets Söndag firas den tredje advent varje år och är en dag där olika kristna samfund lyfter upp frågor om abort, fosterdiagnostik, dödshjälp och liknande.
Initiativet till firandet av Livets Söndag i Sverige togs ursprungligen av katolska kyrkans biskop Anders Arborelius. Idén har dock under senare år spridit sig till kyrkor inom de flesta kristna samfund i Sverige, och alltfler församlingar uppmärksammar dagen. Livets Söndag är en dag med fokus på livets värde och helgd; en dag för församlingen att betona glädjen och tacksamheten över livet.